# Marguerite Lamy-Le Maut
Marguerite Lamy-Le Maut, née le 13 février 1913 à Saint-Denis et morte le 21 octobre 1979 à Écouen, est une résistante et militante communiste française.

## Biographie
Marguerite Coënt naît en 1913 à Saint-Denis. Elle obtient le certificat d'études primaires puis fait deux années de cours complémentaire. Elle adhère au Parti communiste et à la CGT en 1935 et travaille comme secrétaire à l’usine Thibaud-Gibbs où elle est membre du bureau de la section syndicale en 1936 et secrétaire de la cellule d’entreprise. Elle est licenciée après les grèves du Front populaire et trouve un emploi à la Fédération CGT des industries chimiques de 1937 à septembre 1939,. Elle est favorable au pacte germano-soviétique et reste en lien avec le Parti communiste après son interdiction. Elle épouse Gaëtan Lamy avec qui elle a deux filles, Mireille et Janine. 
Elle est secrétaire d'Arthur Dallidet de juillet 1940 à février 1942. Ils sont tous deux arrêtés par les Brigades spéciales le 28 février 1942, au métro Reuilly-Diderot. Elle est en possession de sa vraie carte d'identité, ce qui conduit à l'arrestation de son époux qui se trouve au domicile du couple, 57 rue de Flandre. Celui-ci est fusillé comme otage le 21 septembre 1942 au Mont-Valérien, à la suite de l'attentat du Rex. Arthur Dallidet quant à lui est fusillé comme otage le 30 mai 1942, également au Mont-Valérien. Elle-même est libérée du fait de sa grossesse mais sous surveillance. Après un séjour au vert en Bretagne, elle est de retour à Paris en janvier 1944 et agent de liaison de Waldeck L'Huillier et de Jean Jérôme. À nouveau mise au vert dans le Morbihan, elle regagne Paris après la fin des combats. Elle est membre du comité local de libération d'Aubervilliers et membre du conseil municipal puis maire-adjointe d'Aubervilliers durant les mandats de Charles Tillon (1944-1953) puis d'Émile Dubois (1953-1957). À partir de 1955, elle reprend un emploi, comme secrétaire, à l’usine Thibaud-Gibbs. Elle se remarie le février 1946 avec Jean Le Maux, résistant déporté, chevalier de la Légion d'honneur, dont elle avait fait la connaissance dans le Morbihan avec qui elle a une fille, Annie.
Une crèche d'Aubervilliers porte son nom.